# Когут Ігор Романович
Ігор Романович Когут (нар. 7 березня 1996, Дніпропетровськ, Україна) — український футболіст, центральний півзахисник «Металіста 1925».

## Клубна кар'єра
Вихованець футбольної академії дніпровського «Дніпра». З 2007 року грав за команду клубу в змаганнях ДЮФЛ України та юнацьких обласних змаганнях.
З 2013 року почав залучатися до команди «Дніпра» U-19 для ігор в юнацькій першості України, а 2015 року дебютував в іграх молодіжної команди клубу. В сезоні 2015/16 провів 22 гри в молодіжному чемпіонаті України.
Після завершення сезону 2015/16 основну команду «Дніпра» залишив головний тренер Мирон Маркевич та більша частина гравців. Виконувачем обов'язки головного тренера основної команди було призначено Дмитра Михайленка, який до того очолював молодіжну команду і сформував новий склад «основи» за рахунок дніпровської молоді. Когут став одним з молодих виконавців, що дебютували в українській Прем'єр-лізі вже у першому турі сезону 2016/17, в якому оновлений «Дніпро» неочікувано впевнено здолав луцьку «Волинь» з рахунком 5:0. У цьому дебютному для себе матчі на дорослому рівні Когут забив один з голів своєї команди.
В наступних матчах початку сезону 2016/17 молода дніпровська команда продовжувала показувати впевнену гру і непогані результати, внаслідок чого її гру четвертого кола проти «Ворскли» відвідав новий на той момент тренерський штаб національної збірної України на чолі з Андрієм Шевченком. Асистент головного тренера збірної Рауль Ріанчо по завершенні матчу окремо відзначив гру 20-річного Когута.